# 巴布亞企鵝
，亦稱金圖企鵝，其种加词“papua”意为“巴布亚的”。巴布亞企鵝是僅次於皇帝企鵝和國王企鵝的體型最大的企鵝物種。牠們是企鵝家族中游泳速度最快的選手，游泳的時速可達36公里。
巴布亞企鵝在英語中的「Gentoo」是源於葡萄牙文的「異教徒」（Gentio）一字，因為其頭部有白色帶狀類似頭巾的花紋；而中文名稱巴布亞源自種名papua，因巴布亞企鵝命名時曾被誤以為源自巴布亞新畿內亞。

## 分類學
巴布亞企鵝是阿德利企鵝屬（Pygoscelis）的三個成員之一。粒線體和細胞核的脫氧核糖核酸證據顯示，王企鵝屬（Aptenodytes）在約4,000萬年前與其他企鵝族群分支之後的200萬年，阿德利企鵝屬亦開始與其他企鵝出現分支。這以後，直到約距今1,900萬年，阿德利企鵝亦分裂出來，而南極企鵝和巴布亞企鵝則在1,400萬年前才分裂出來。
世界鸟类学家联合会的鸟类名录目前认为白眉企鹅有以下四个亚种：
- 东部亚种（P. p. taeniata (Peale, 1849)） - 克罗泽群岛、爱德华王子群岛,、凯尔盖朗群岛、赫德島和麥克唐納群島及麦夸里岛
- 指名亚种或北部亚种（P. p. papua (Forster, 1781)） - 福克兰群岛、比格尔海峡的马蒂洛岛和艾斯塔多島
- 南部亚种（P. p. ellsworthi Murphy, 1947） - 南極半島、南奥克尼群岛、南设得兰群岛和南桑威奇群岛
- 南乔治亚亚种（P. p. poncetii Tyler, Bonfitto, Clucas, Reddy & Younger, 2020） - 南佐治亞

## 特徵
雄性的巴布亞企鵝在換毛前最多可重達8.5公斤，交配前体重下限約5.5公斤。雌性巴布亞企鵝在換毛前則最多重約7.5公斤，但在孵出幼企鵝之後，牠們日以繼夜的看守著巢，體重亦隨之降至5公斤或以下。
巴布亞企鵝有一個明顯的特徵，就是牠們的頭頂有一條寬闊的白色條紋。幼企鵝背部呈灰色，腹部呈白色。成年的巴布亞企鵝高75至90公分。眼睛上方有一個明顯的白斑，嘴細長，嘴角呈紅色，眼角處有一個紅色的三角形，顯得眉清目秀。因其模樣憨態有趣，有如紳士一般，十分可愛，因而俗稱“紳士企鵝”。

## 繁殖與生長週期

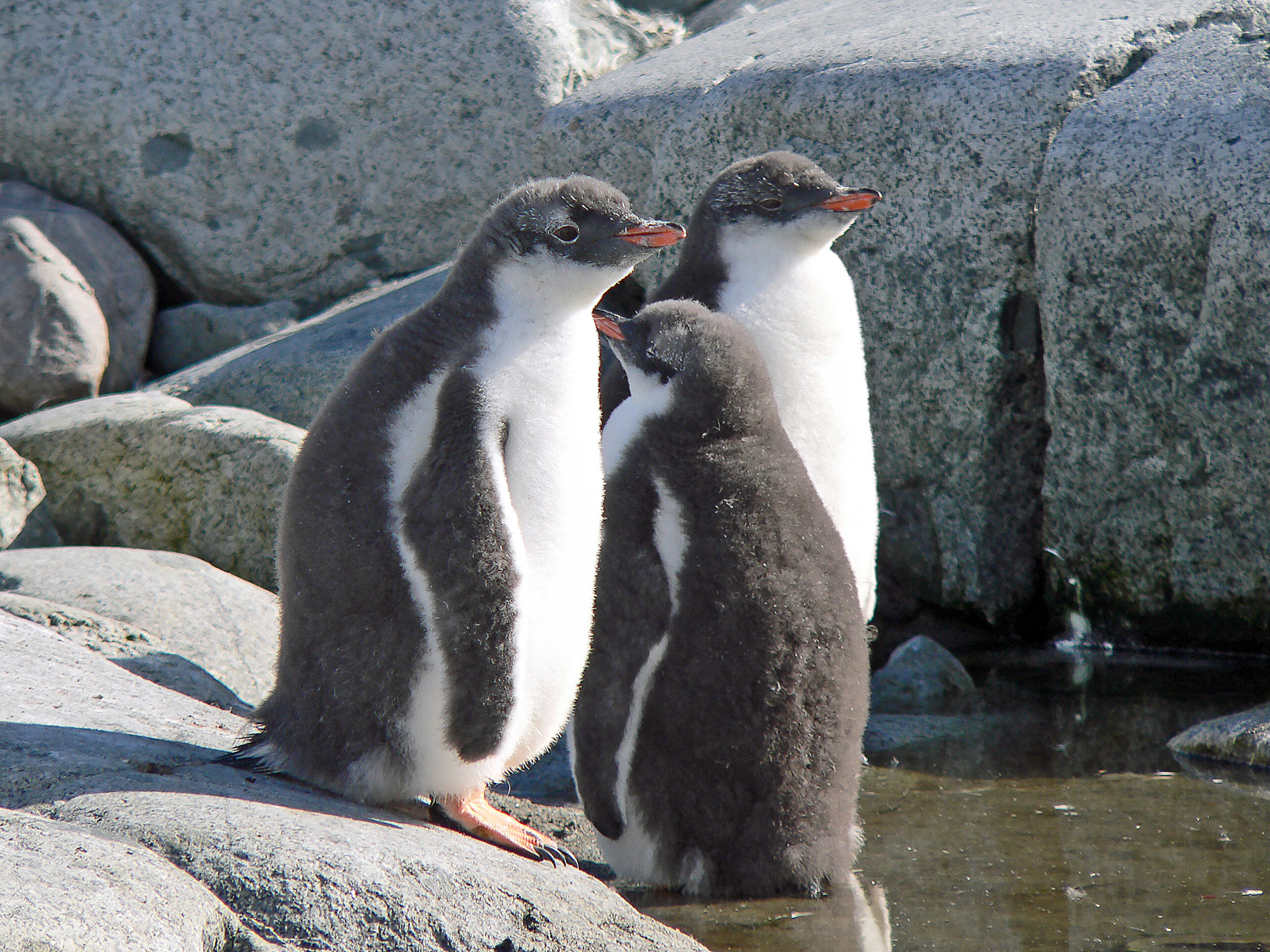
彼德曼岛的幼年巴布亚企鹅

很多南極地區的島嶼都是巴布亞企鵝的繁殖地。最主要的幾個巴布亞企鵝族群均在福克蘭群島、南喬治亞和凱爾蓋朗群島；也有一些巴布亞企鵝在麥夸里島、赫德島（Heard Islands）、南設得蘭群島和南極半島繁殖，但這些族群的巴布亞企鵝數量就相對較少。全球每年有逾300,000對巴布亞企鵝在各地進行繁殖。
巴布亞企鵝的巢是由一大堆石頭繞圈而設的，其大小不可小覷，可高達20公分，直徑25公分。牠們會守著自己找來的石頭，慢慢建巢，有時也會出現為石頭的擁有權而爭執的情況。此外，雌性的巴布亞企鵝在選擇配偶時也會觀察追求者所建的巢如何。
牠們一次通常會生兩顆蛋，各重約500克。雙親會輪流孵蛋，每天更替工作。幼企鵝會在34至36天後孵出。
幼雛約三個月大（80~100天）換上成企鵝的毛，並能進海覓食，並在二年時性成熟，而一般一隻巴布亞企鵝可以活上15~20年。

## 食物
巴布亞企鵝主要以磷蝦等甲殼類動物維生，而魚類僅佔牠們的食物的百分之十五。然而，牠們都是機會主義者，而福克蘭群島四周的海域有大量的魚類（Patagonotothen sp.、Thysanopsetta naresi、Micromesistius australis）、甲殼類動物（Munida gregaria）及魷魚（Loligo gahi、Gonatus antarcticus、Moroteuthis ingens），因此牠們的食物是很多元化的。

## 天敵
在水中，海獅、豹斑海豹和虎鯨均是巴布亞企鵝的天敵。在陸上，成年的巴布亞企鵝並不會受到威脅，但賊鷗卻會偷牠們的蛋和幼企鵝。

## 衍生文化
Linux操作系统的发行版Gentoo Linux得名于白眉企鹅（英文名gentoo），因为Gentoo的目标是成为一个高性能的操作系统，而白眉企鹅是游泳速度最快的一种企鹅。:383

## 圖片

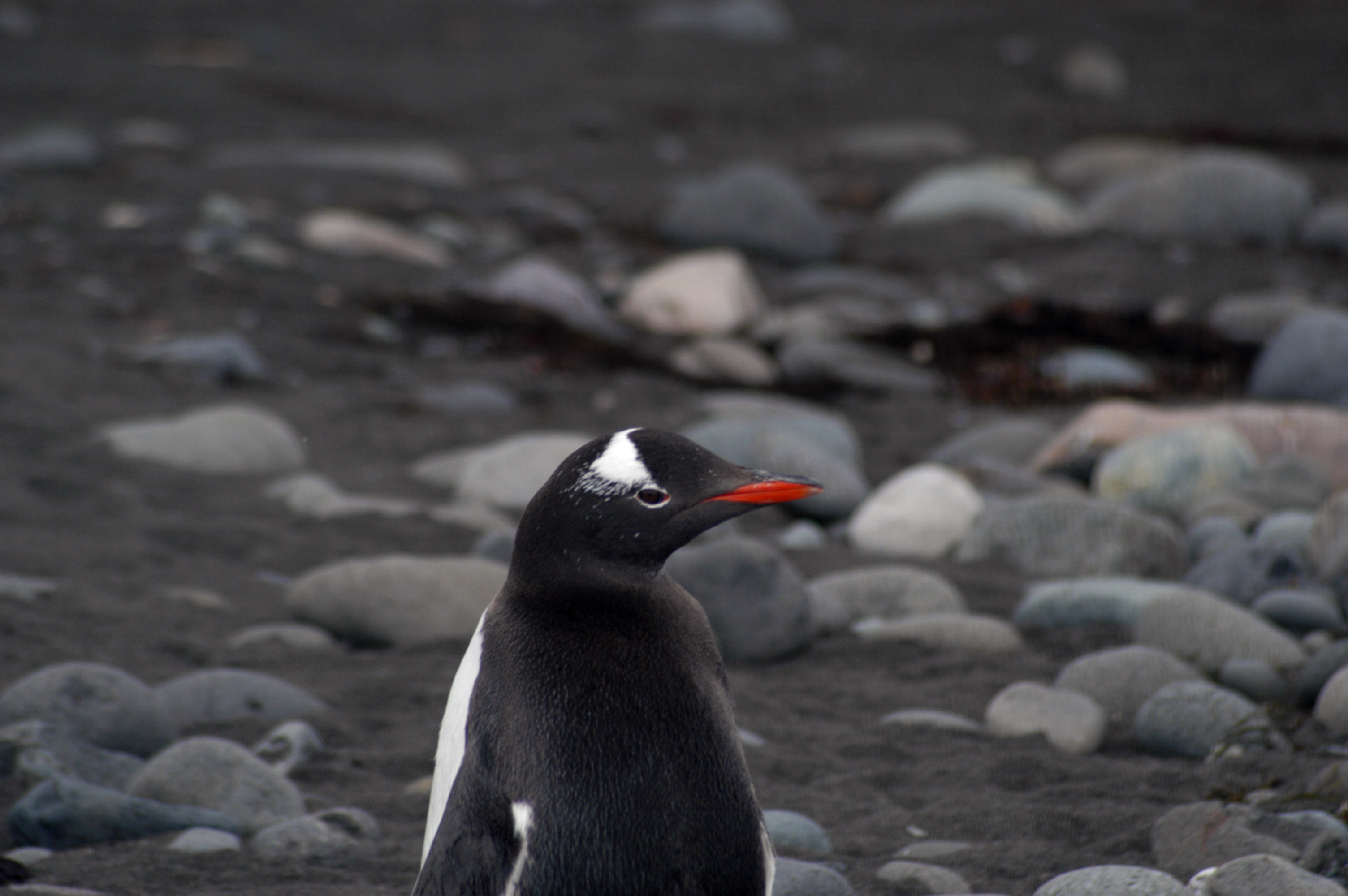
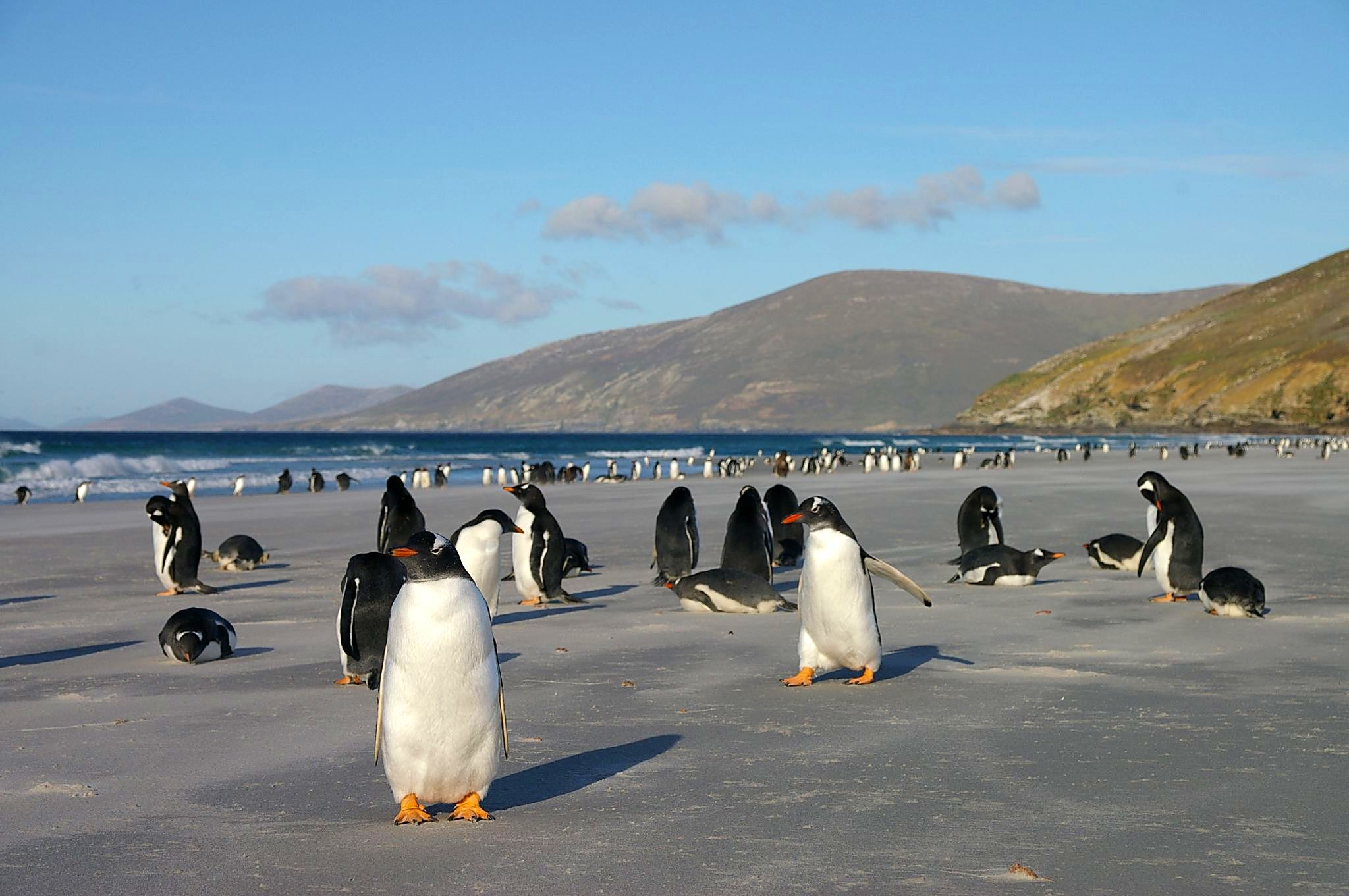
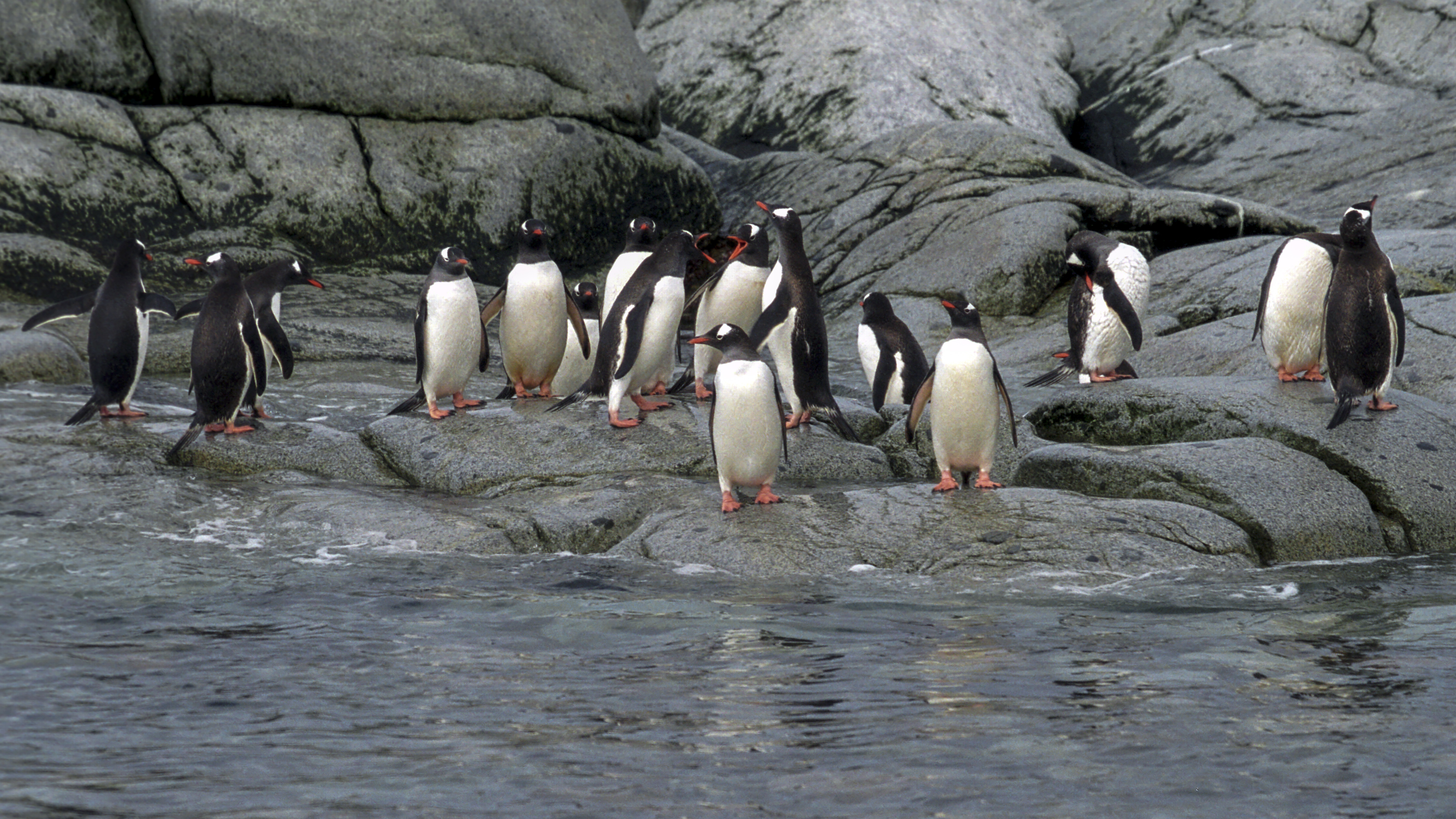
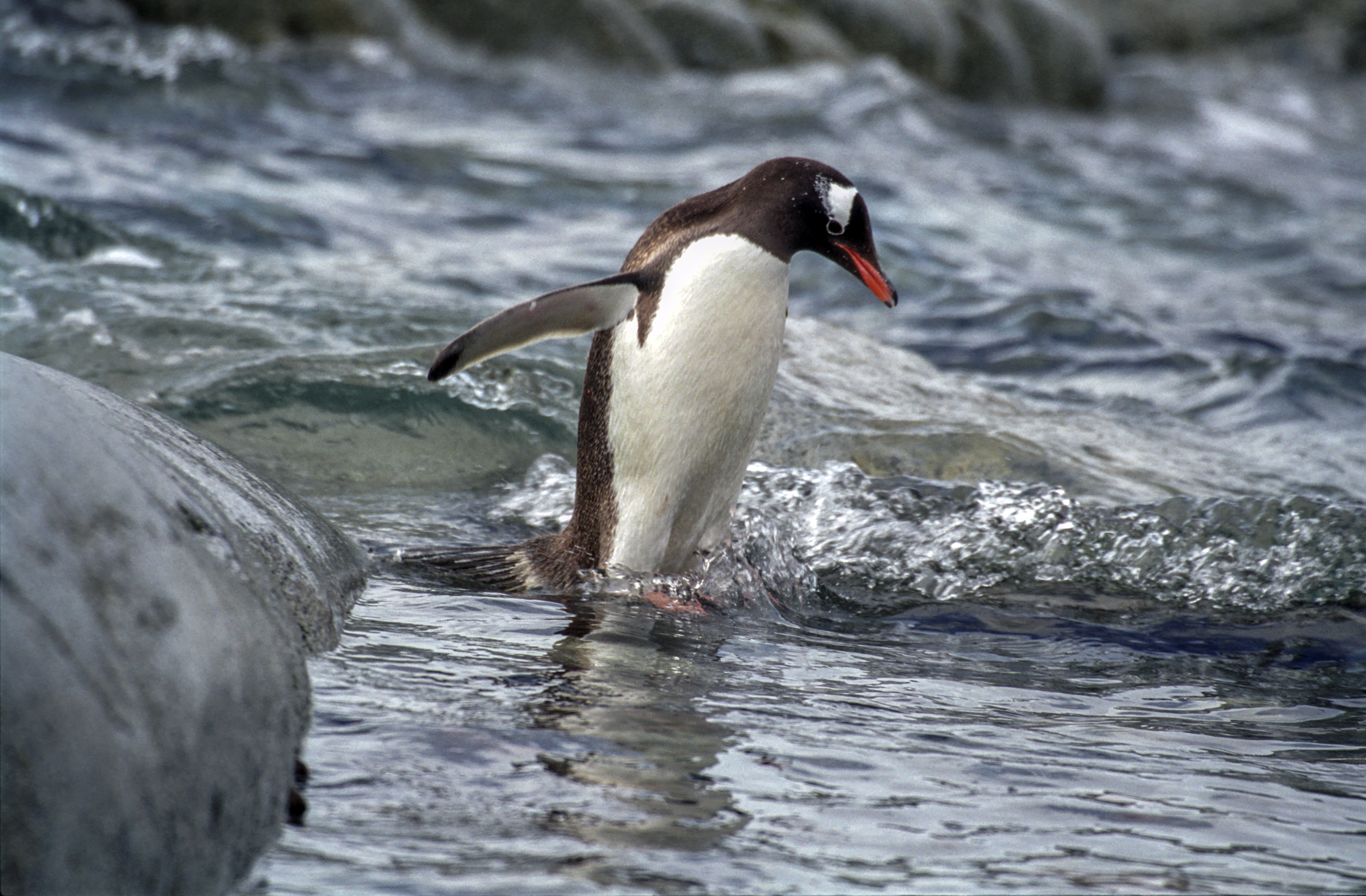
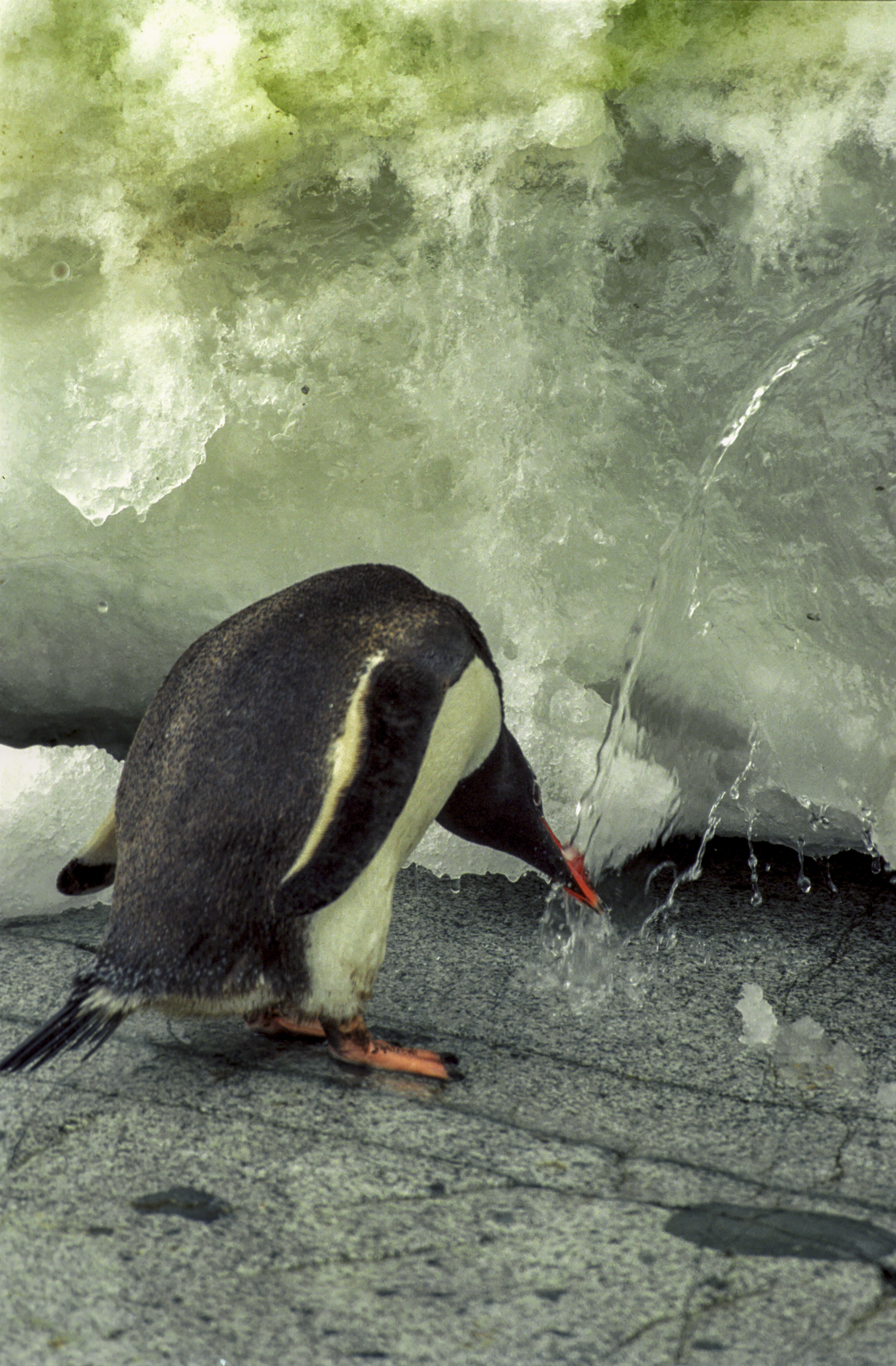
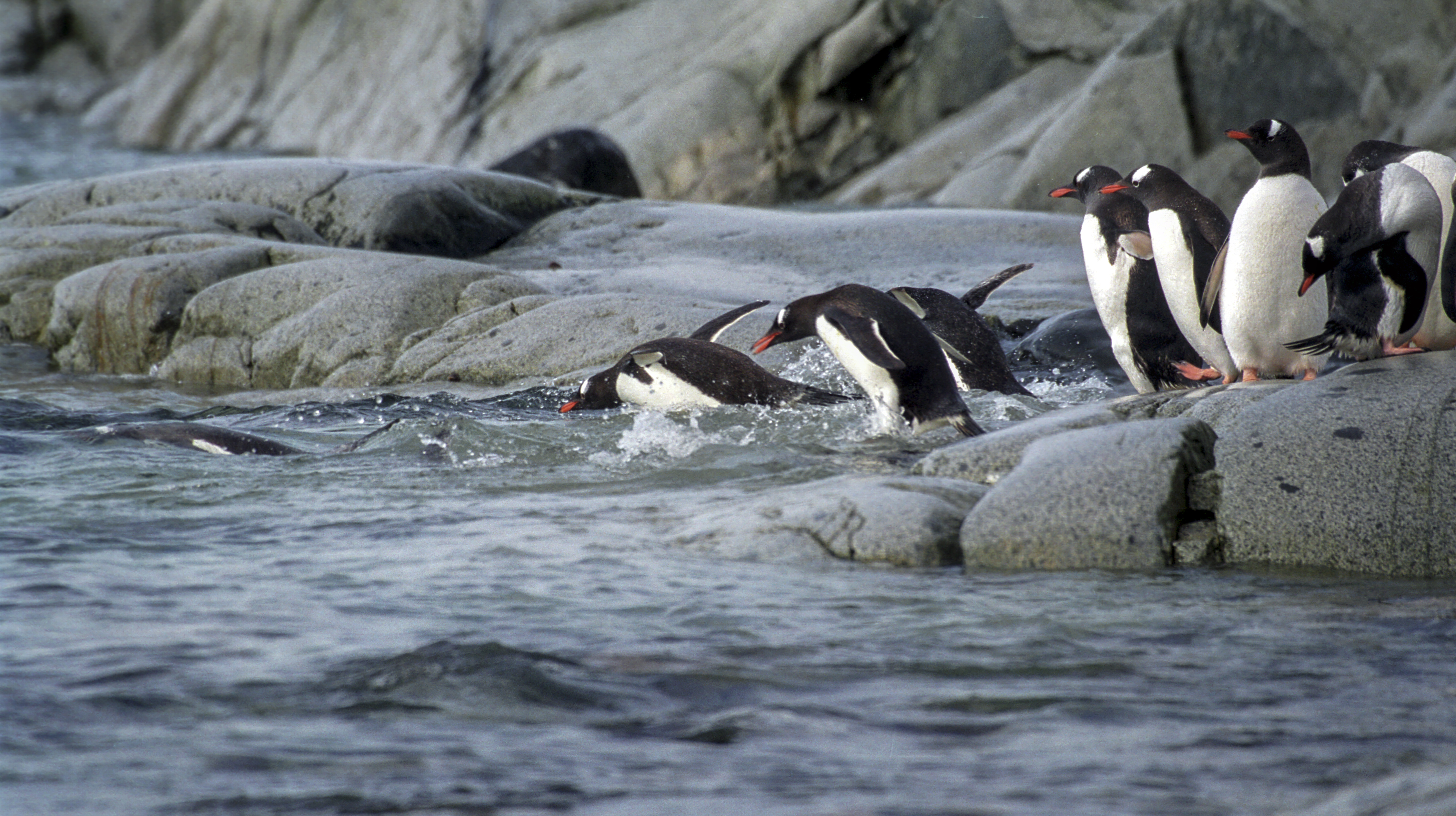
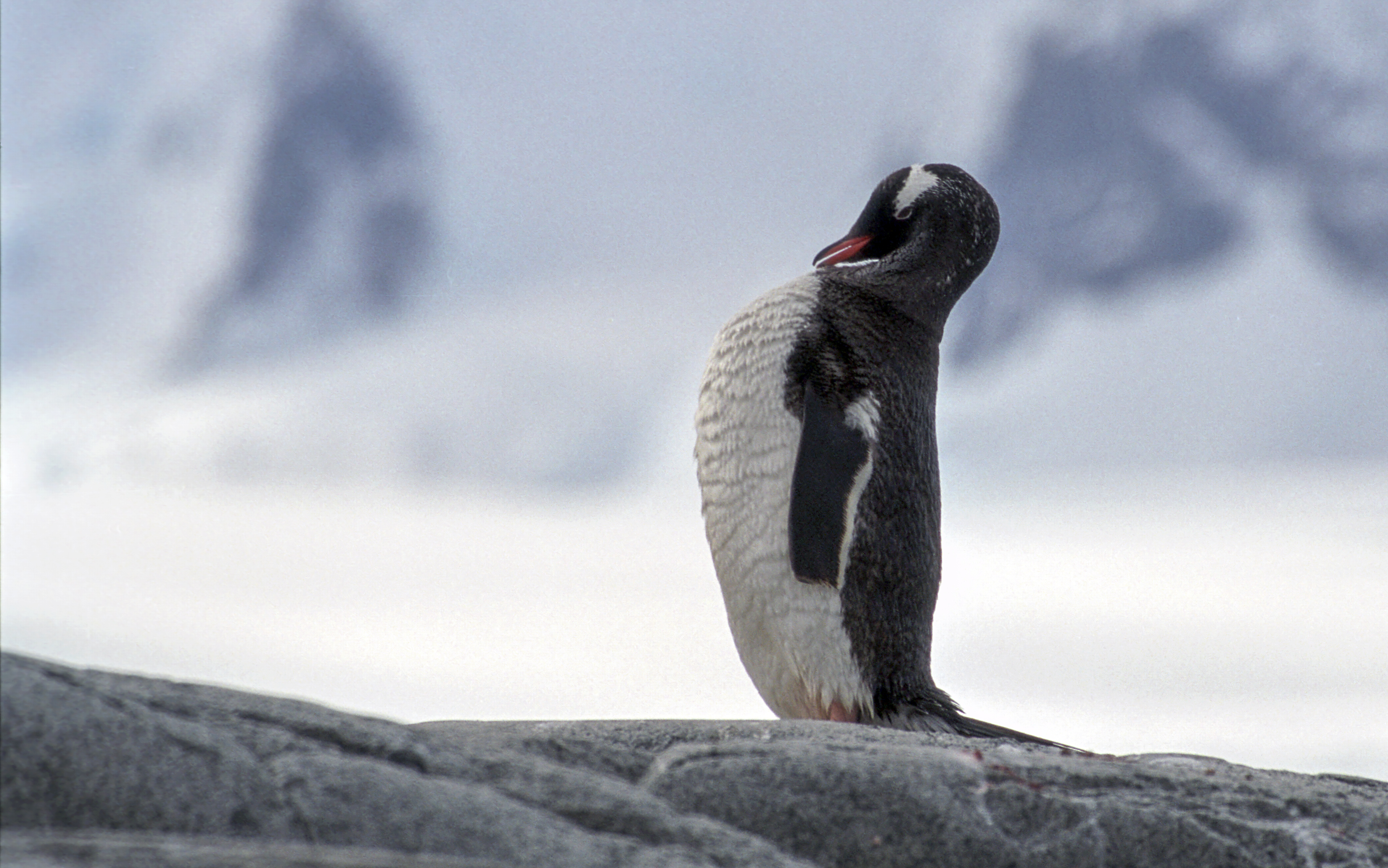
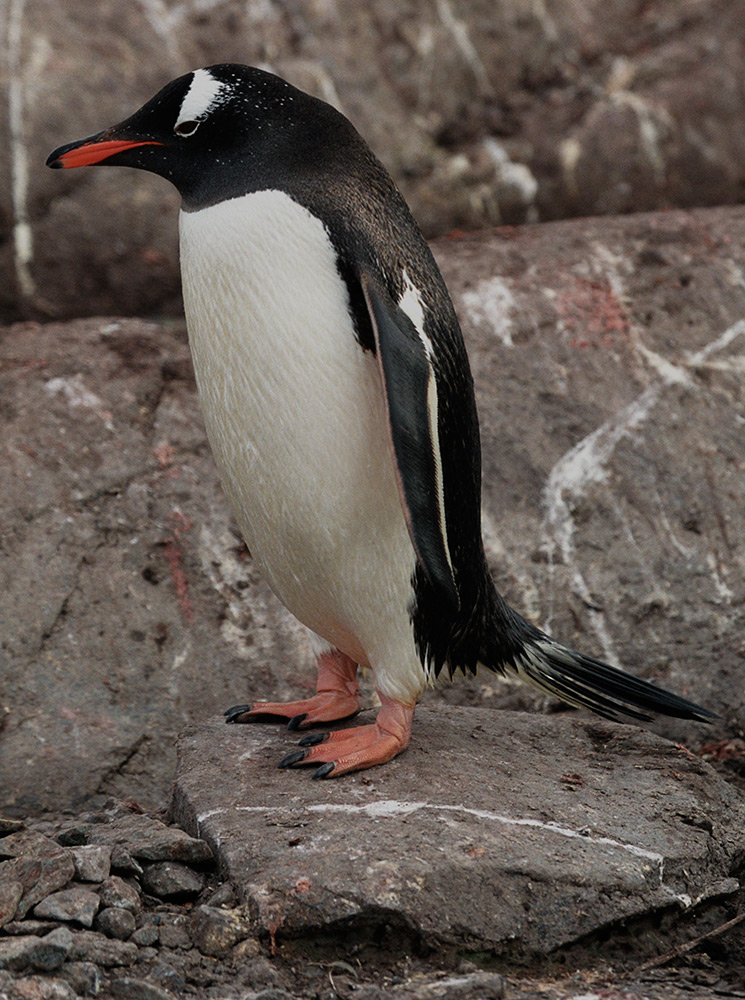
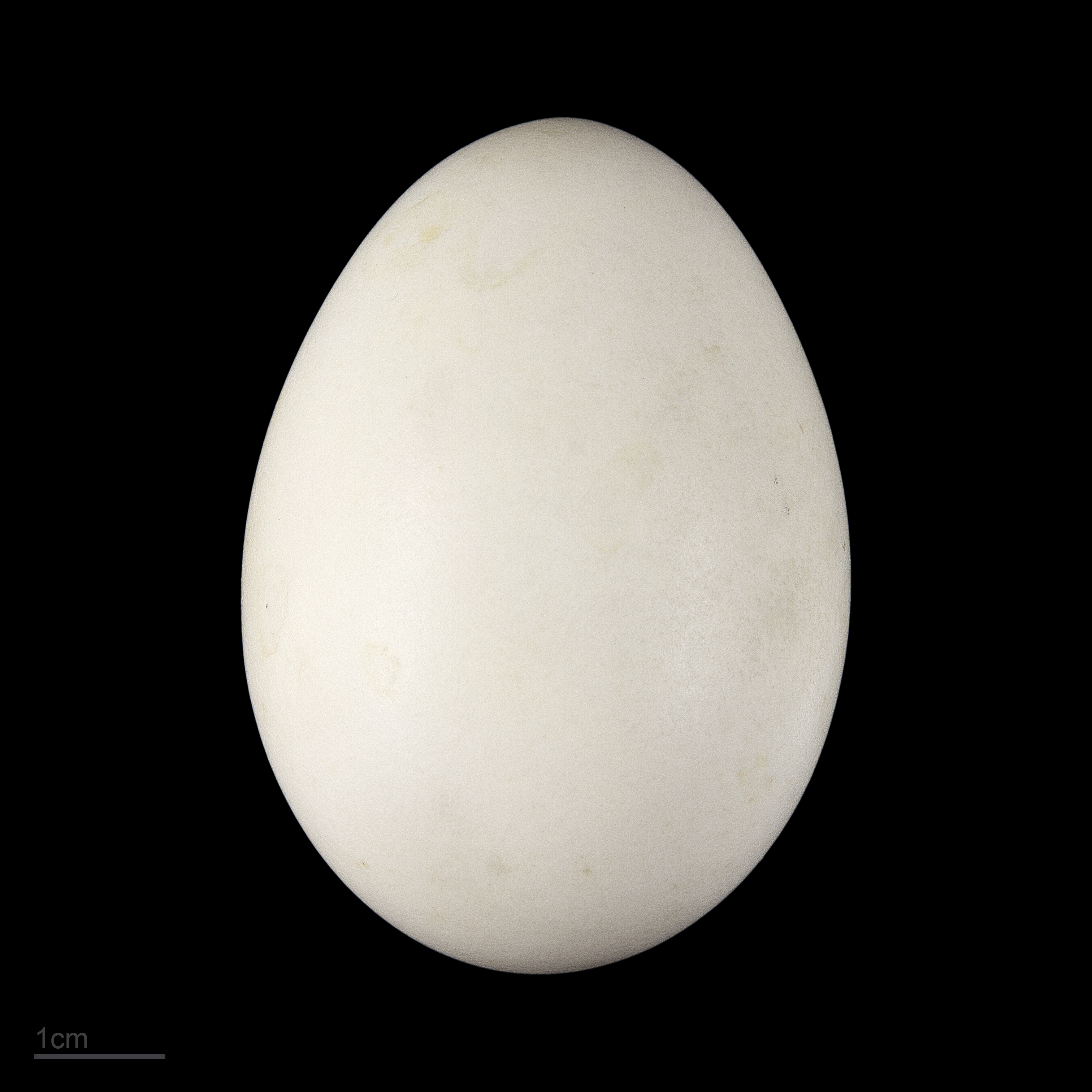
Museum specimen

## 外部連結
- 巴布亞企鵝 （页面存档备份，存于） - 國際自然及自然資源保護聯盟（IUCN）官方網站
- 70South - 關於巴布亞企鵝的更多資料
- 巴布亞企鵝 （页面存档备份，存于） - International Penguin Conservation官方網站
- www.pinguins.info：所有企鵝物種的資料 （页面存档备份，存于）
- 巴布亞企鵝圖片 （页面存档备份，存于）
- 阿德雷島的生物多樣性 （页面存档备份，存于） - 路易斯島（King Luis Island）附近的巴布亞企鵝族群特別保護區
- 南極的巴布亞企鵝 （页面存档备份，存于）